# Steenkoolmijn Arthur-de-Buyer
De Steenkolenmijn Arthur-de-Buyer (of Nee. 11) was een van de belangrijkste mijnen van de "Société des Houillères de Ronchamp". Ze bevindt zich in Magny-Danigon in het departement Haute-Saône. De mijn bezat twee mijnschachten en ze was tussen 1900 en 1910 de diepste mijn in Frankrijk.

## Geschiedenis

### Uitbuiting
De eerste schacht werd geboord in 1894. Het werk werd geleid door Léon Poussigue, die sinds 1891 directeur van het bedrijf was. De schacht was in 1900 voltooid. Met zijn 1.010 m diepte was Frankrijk toen het eerste land dat de dieptegrens van 1.000 m overschreed. Later werd deze diepte ook in enkele Belgische mijnen overschreden.
De installaties werden gerenoveerd in 1928, waarbij de stoommachines door elektromotoren werden vervangen. In 1951 werd er uraniumhoudend gesteente aangetroffen. De winning daarvan bleek echter niet lonend. In 1954 kwam de steenkoolwinning tot een einde en in 1959 werd de winning in het gehele gebied van Ronchamp stopgezet..

### Conversie
In 1958 begon men met de ontmanteling van de mijninstallaties. Het gebouw werd tussen 1960 en 1995 gebruikt voor de opslag van industrieel afval. In het begin van de 21e eeuw waren er nog slechts ruïnes over.

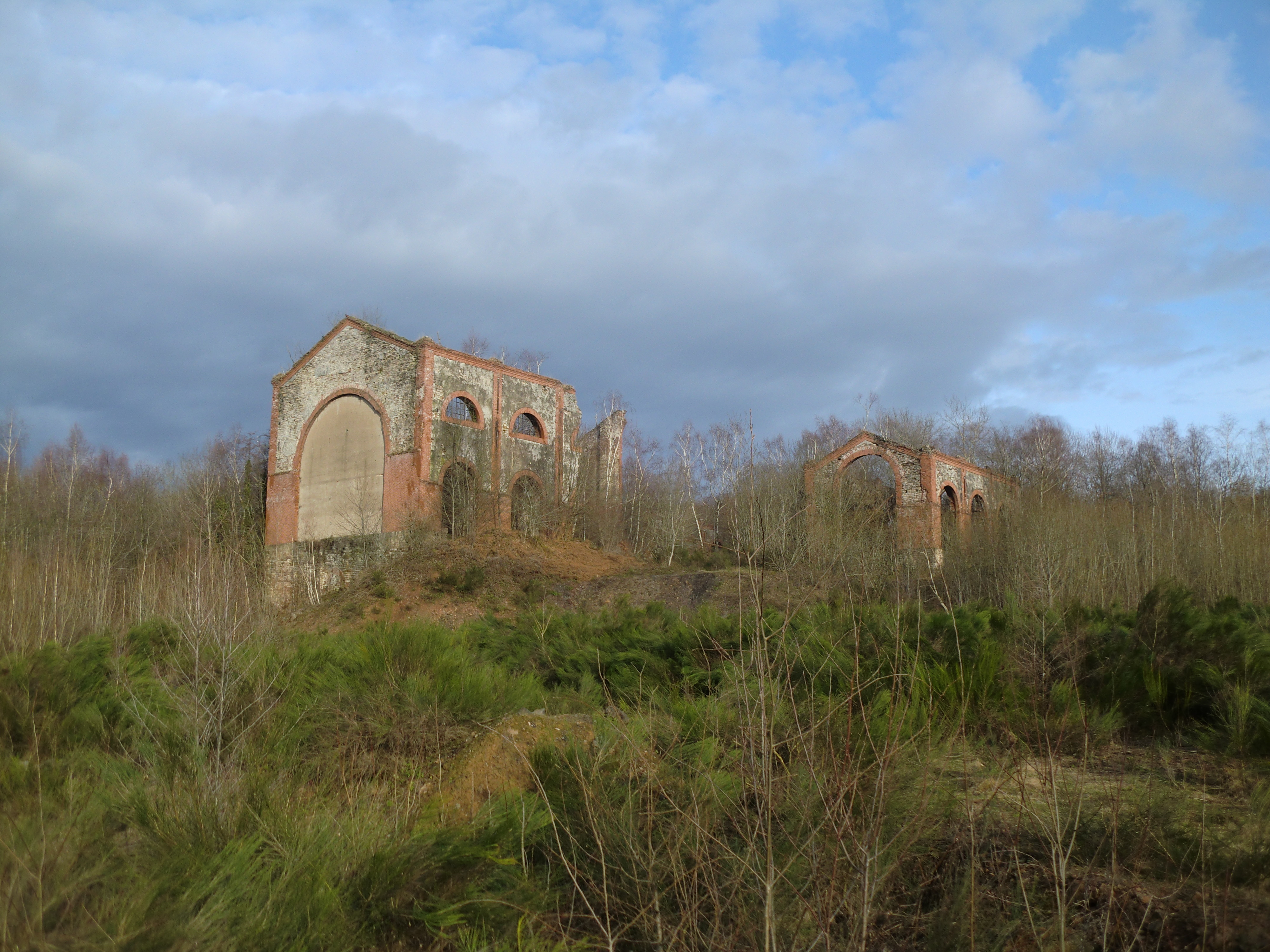
De ruïnes.
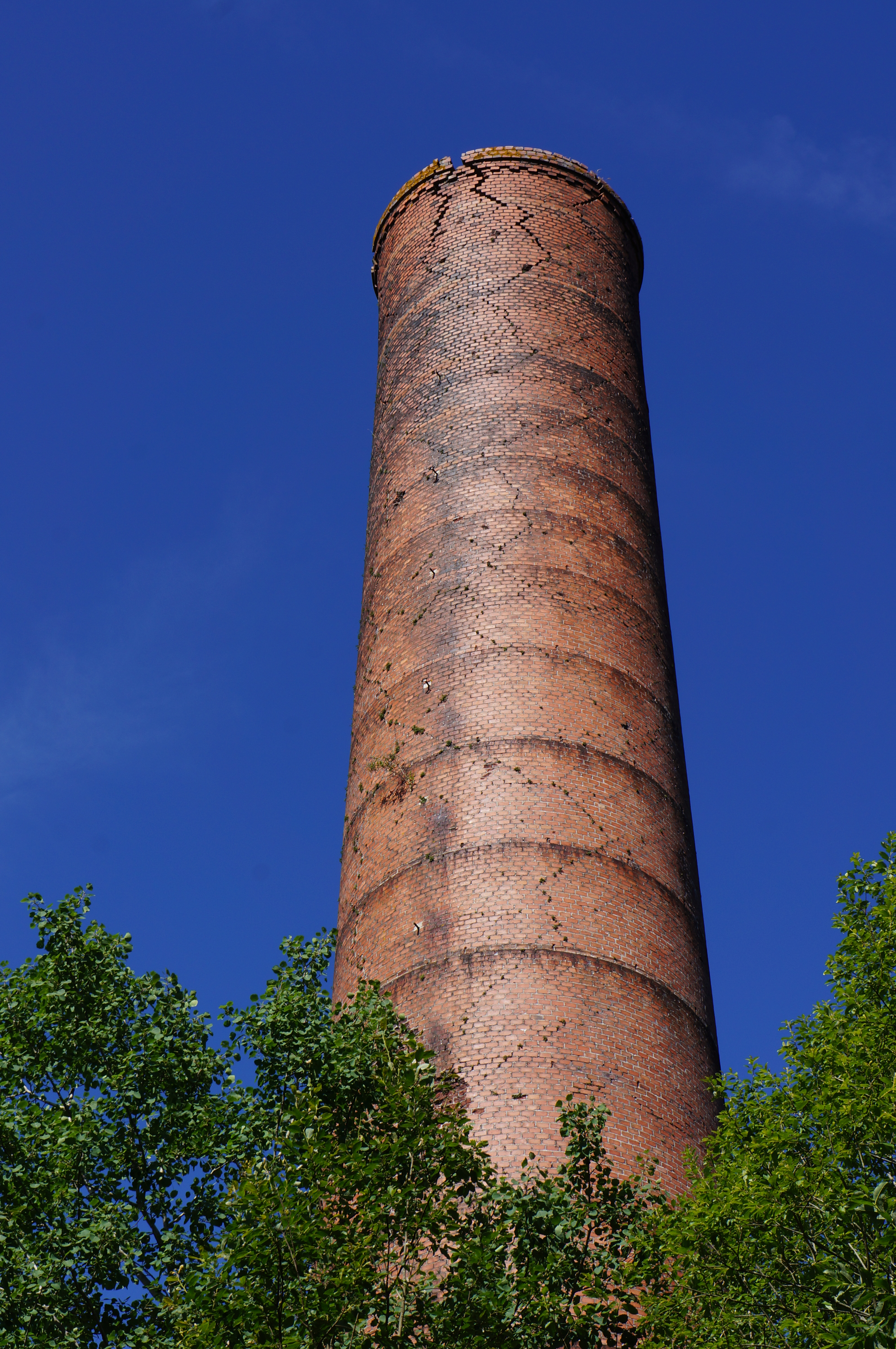
Schoorsteen.
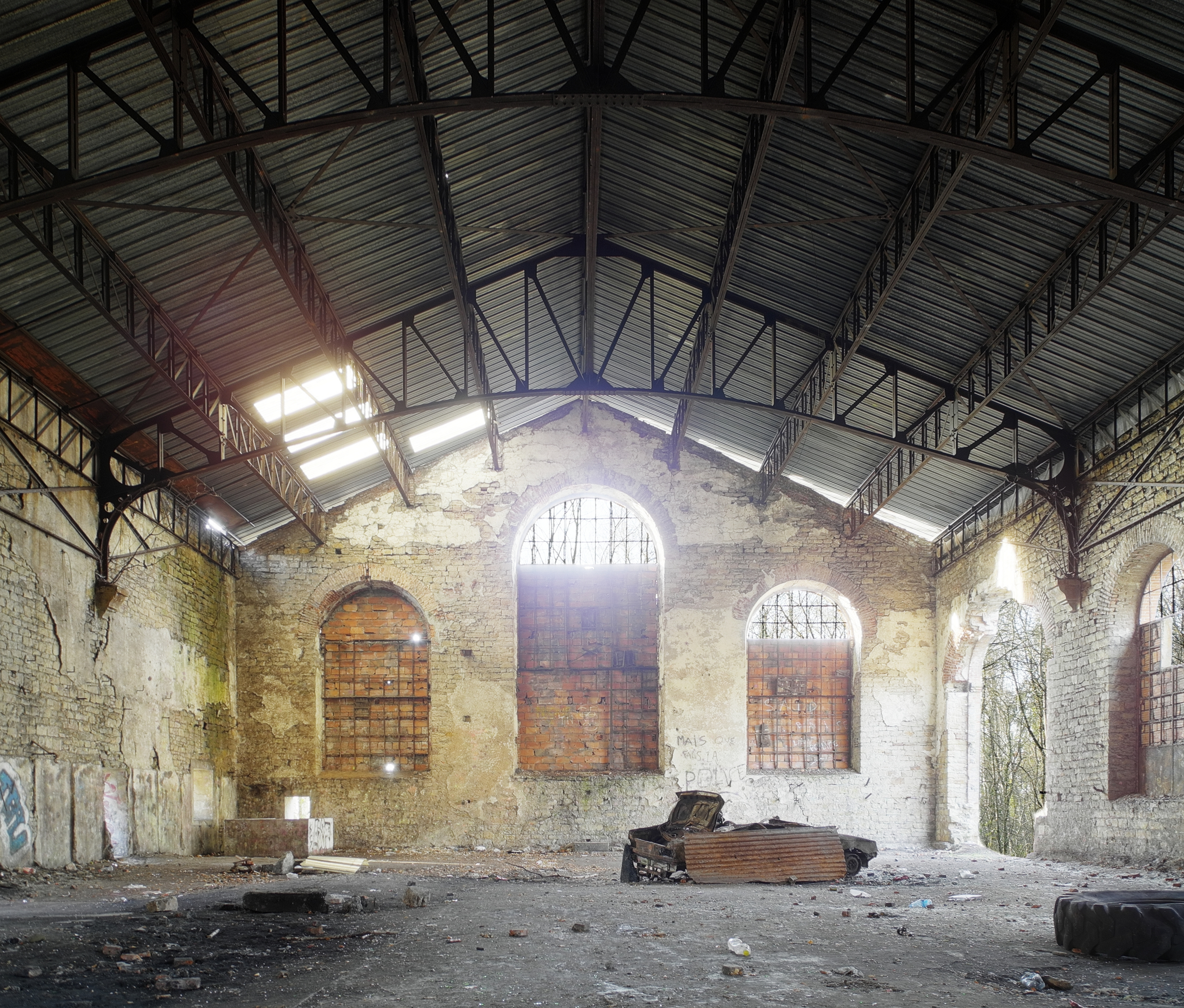
Oude loods.
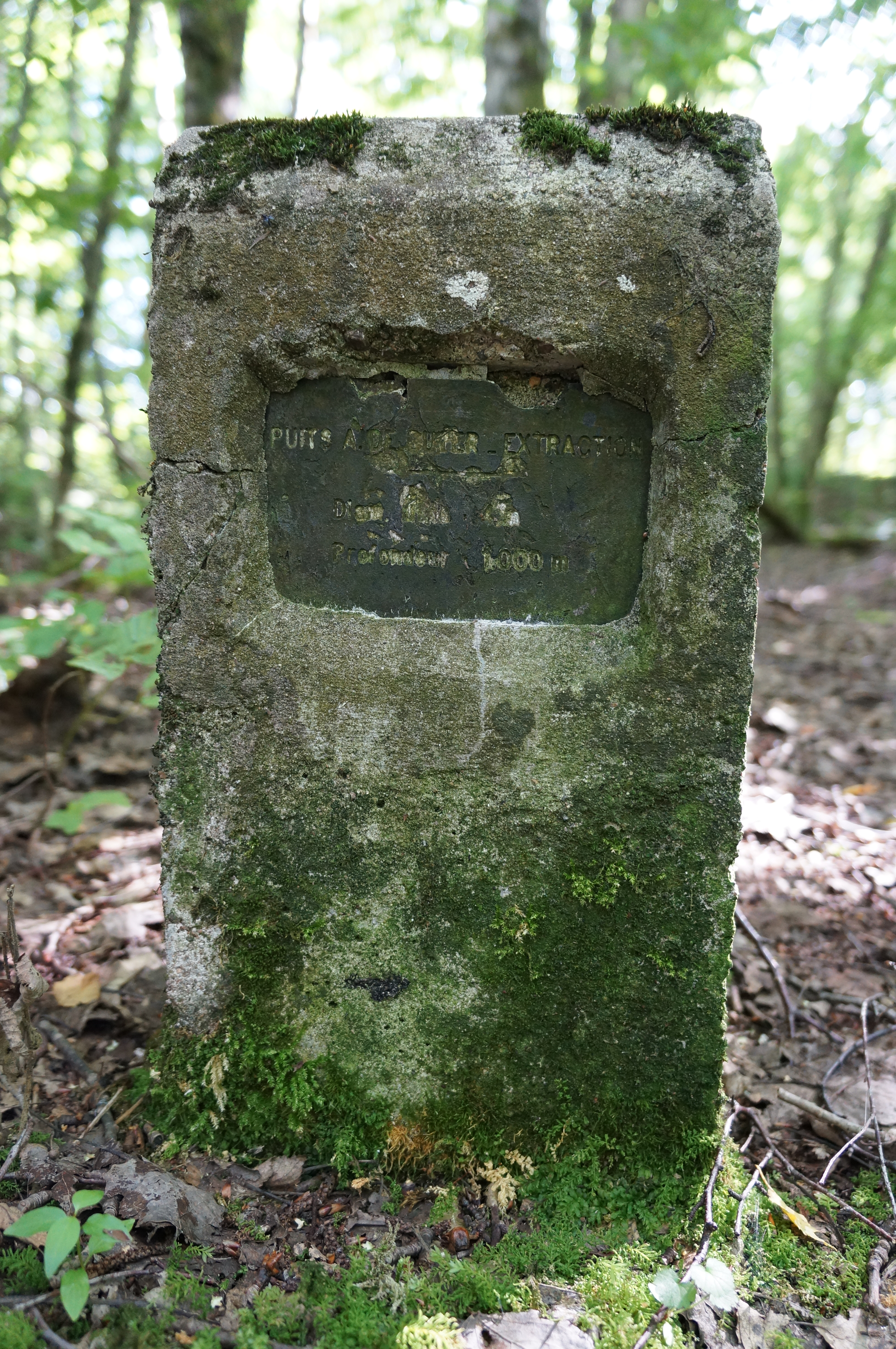
Aanduiding van schacht A.
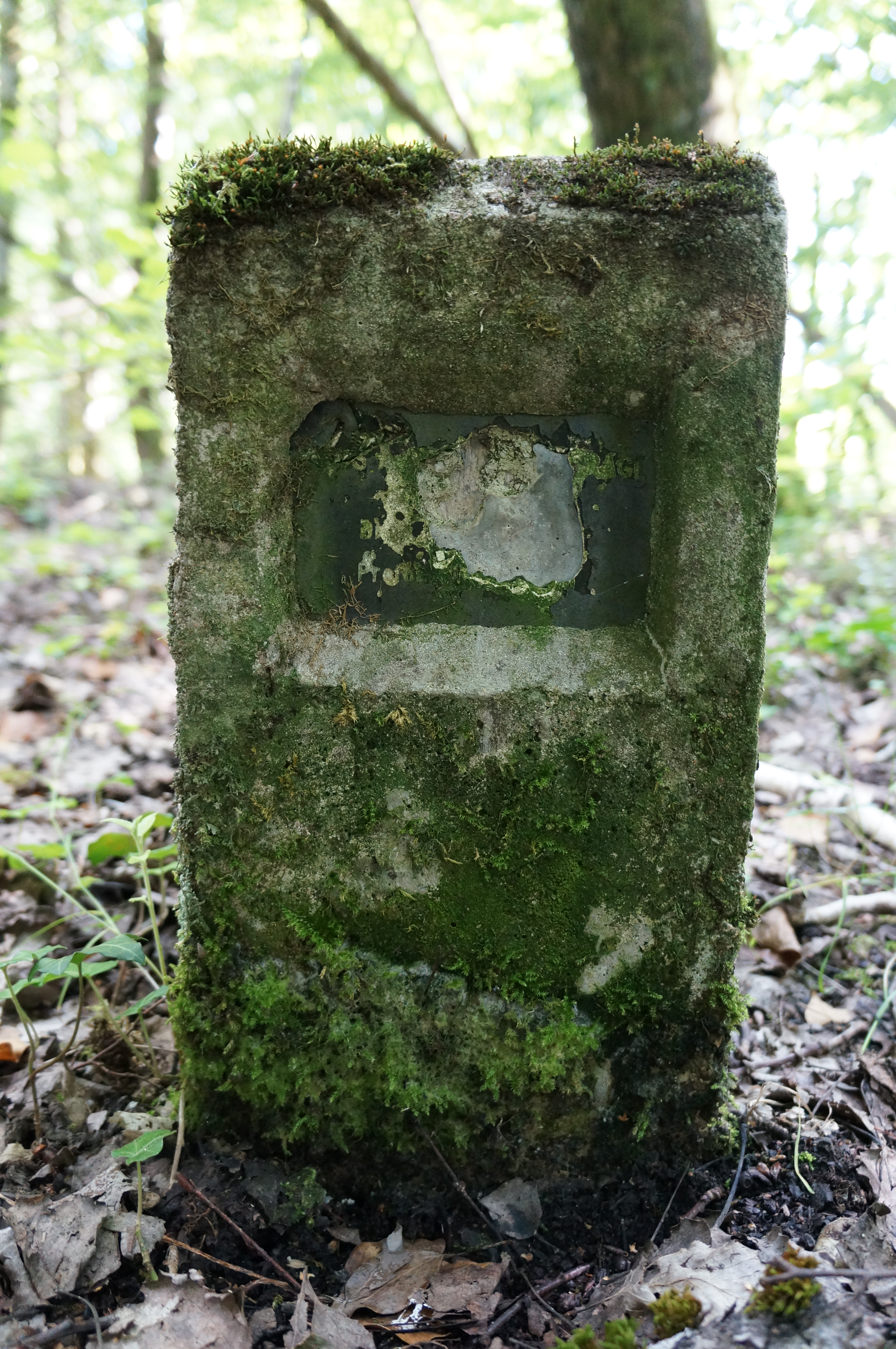
Aanduiding van schacht B.

## Technische gegevens van de mijn

### Algemeen
De steenkolenmijn Arthur-de-Buyer had drie productieverdiepingen: op 810, 860 en op 1.000 meter.
De belangrijkste Schachtbok was 41 meter hoog en werd aangedreven door een stoommachine. Ook werden door middel van stoomkracht een grote ventilator, twee luchtcompressoren twee generatoren en pompen aangedreven.

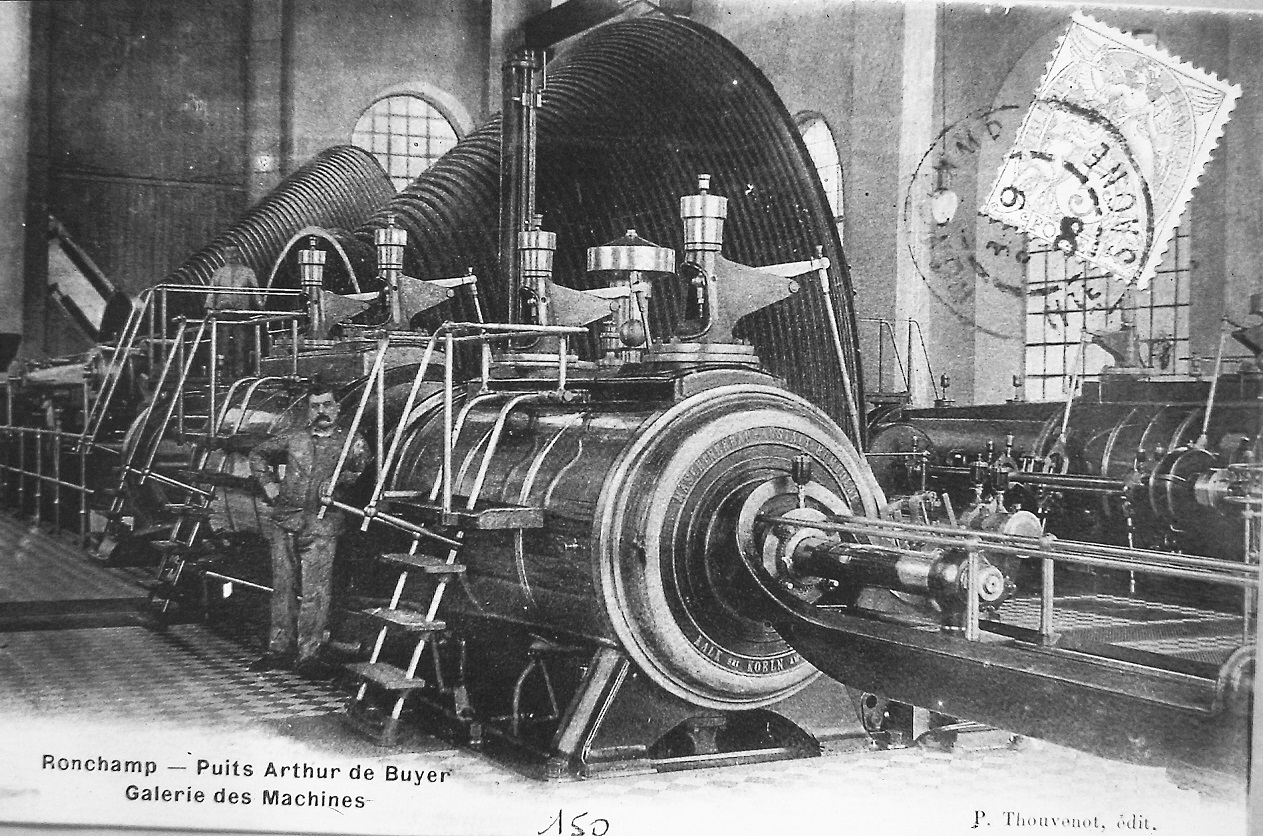
Stoommachine.
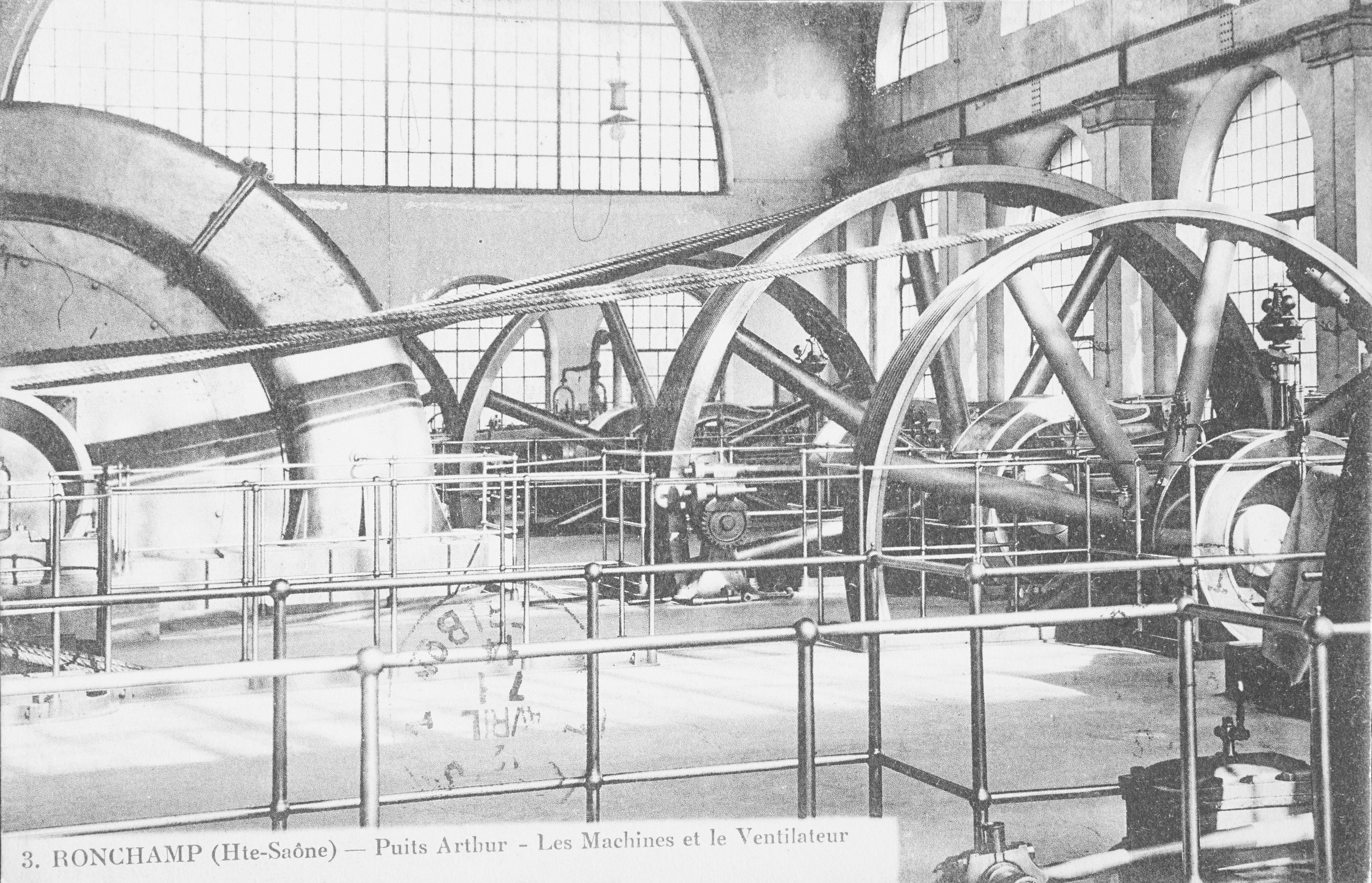
Ventilator.
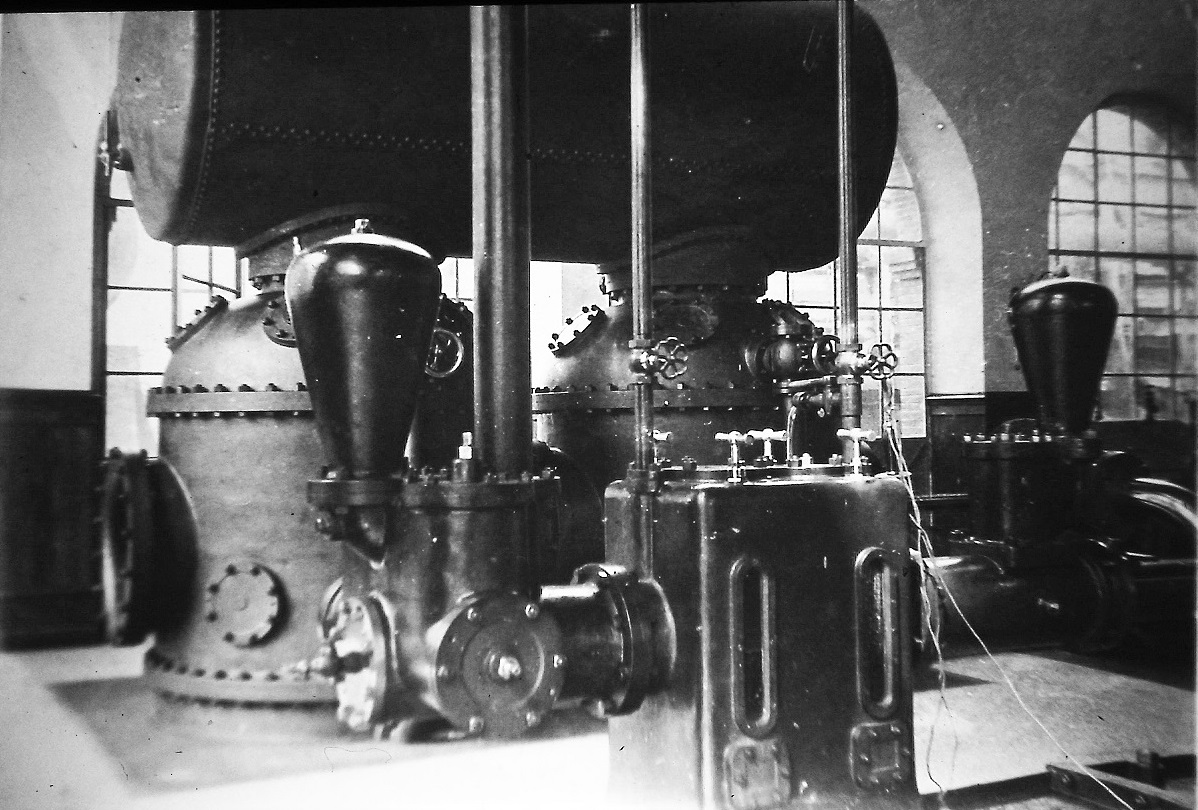
Luchtcompressor.
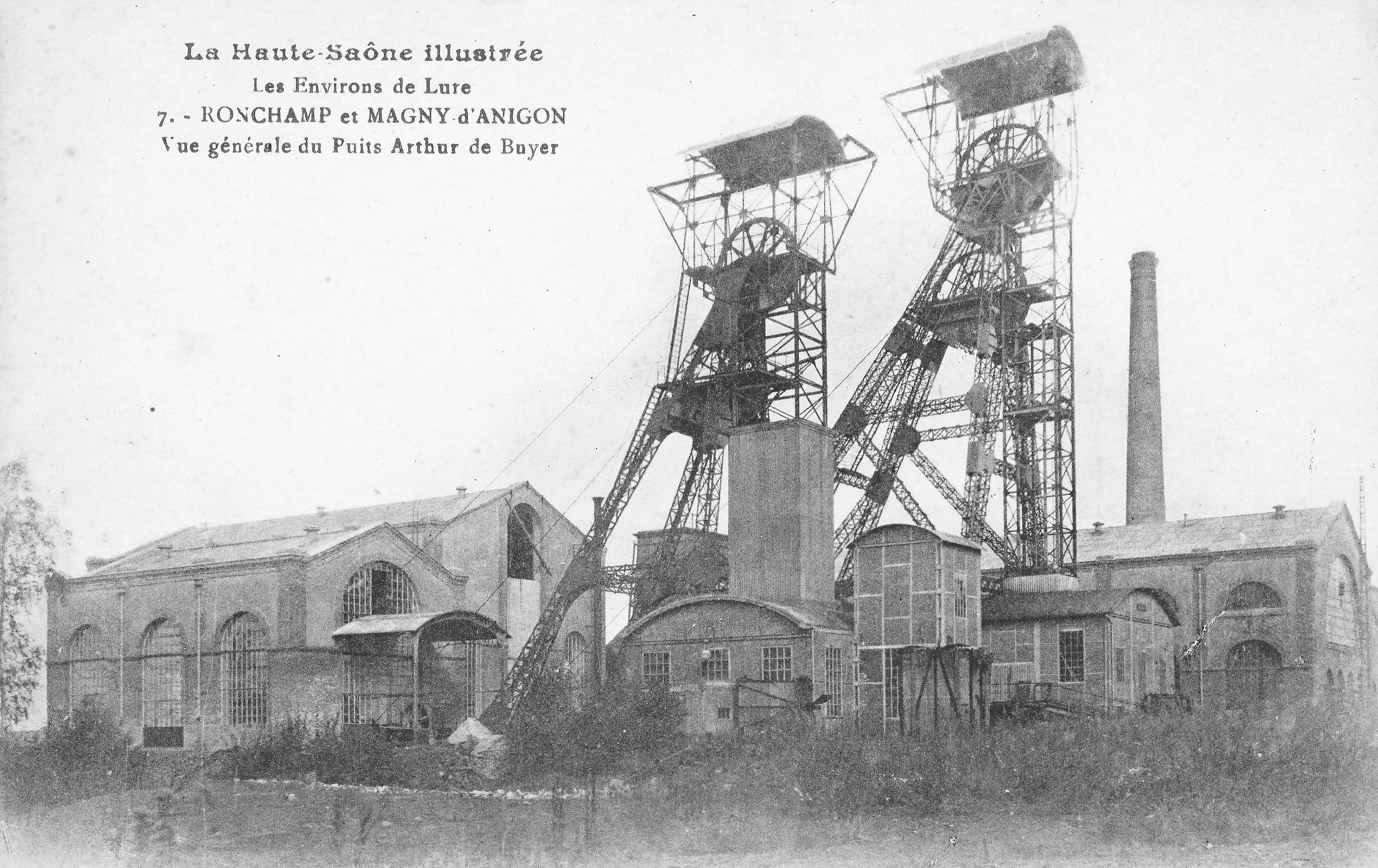
Schachtbok voor 1928.
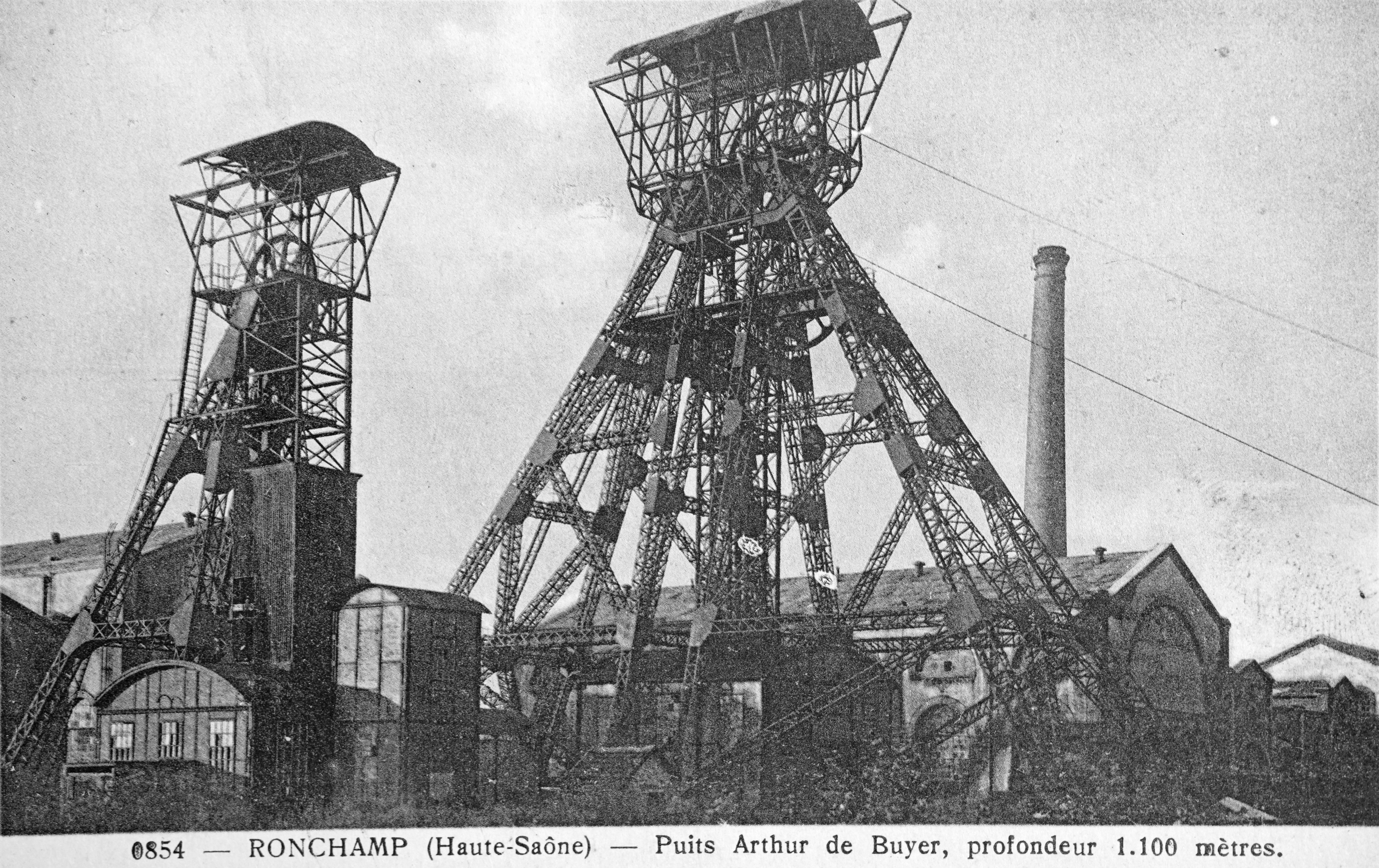
Schachtbok na1928.

### De mijnterril

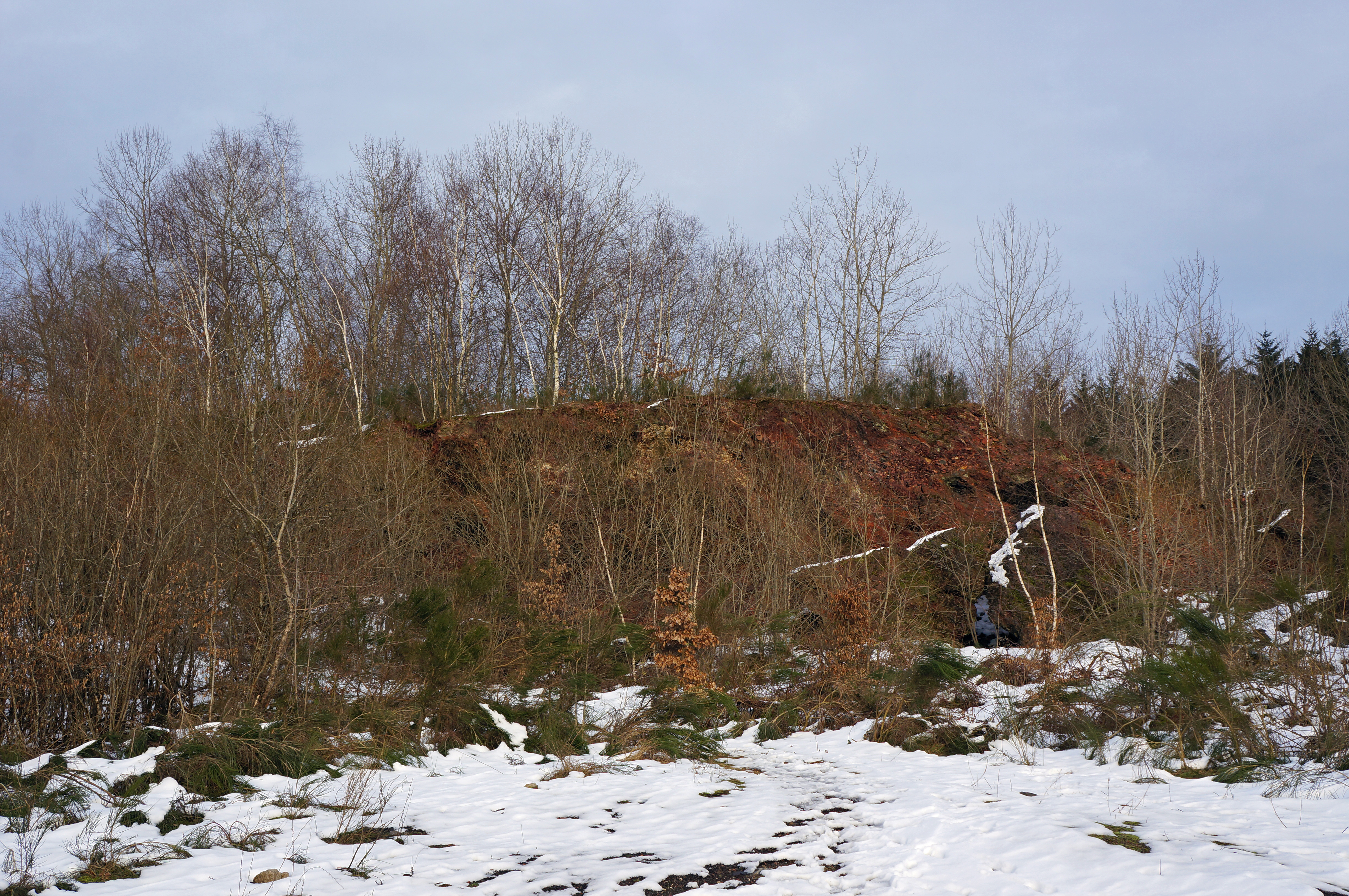
De mijnterril.

Ten zuiden van de mijn bevindt zich een vlakke mijnterril. De mijn was niet uitgerust met een kolenwasserij, zodat de mijnterril slechts bestond uit mijnsteen dat in de mijn zelf al van de steenkool was gescheiden. Door broei werd het in de mijnterril aanwezige gesteente omgezet in rode schalie, dat op zijn beurt weer werd geëxploiteerd, en onder meer gebruikt werd als gravel op tennisbanen.

### Transport

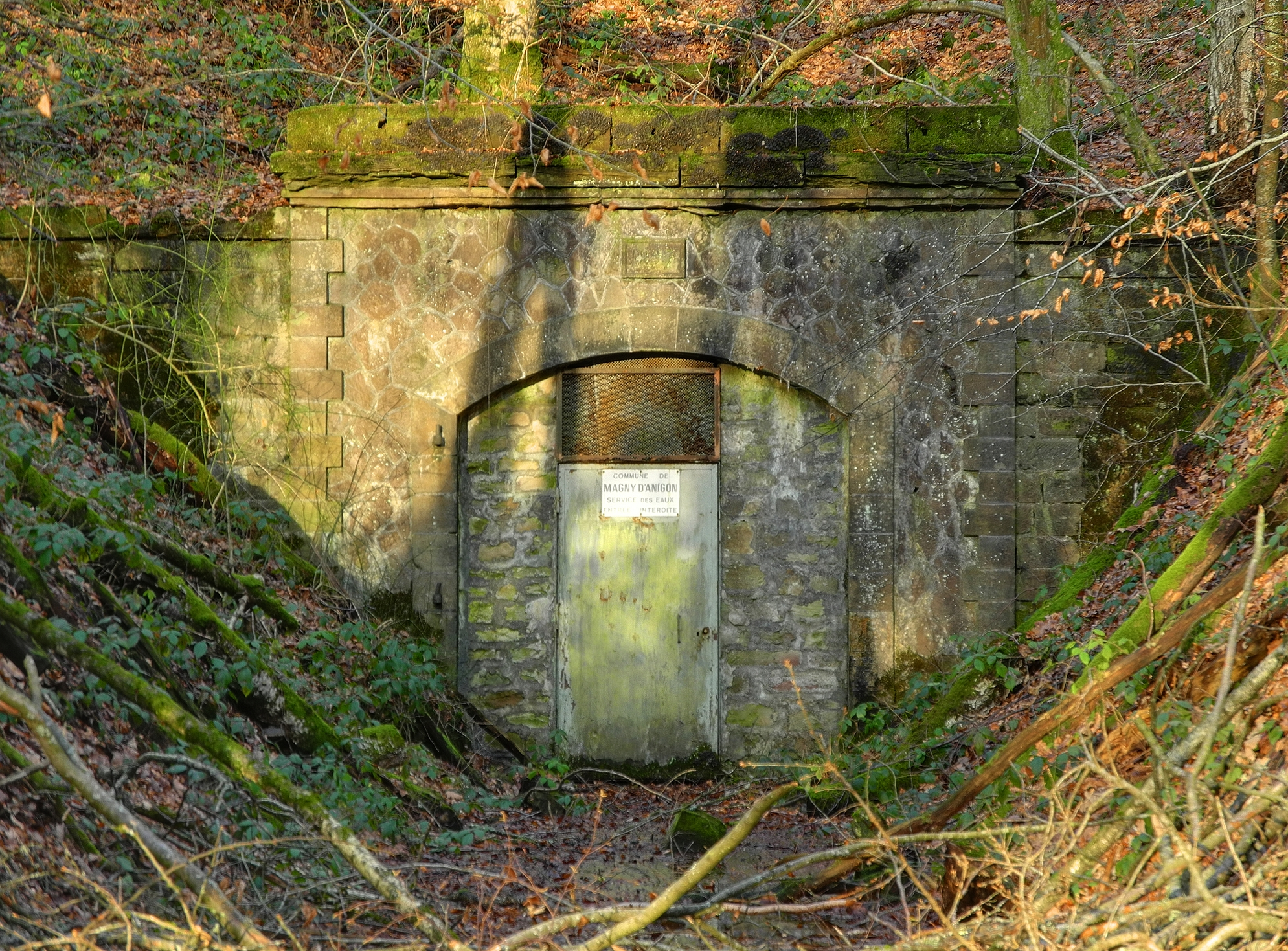
Tunnel Cherimont.

De steenkool die werd opgegraven werd vooral naar de Elzas en naar Haute-Saône vervoerd via de spoorweg naar Mulhouse. Door de bergen van Cherimont werd een tunnel geboord om de mijn te verbinden met het "Gare des Houillères de Ronchamp".

### Tewerkstelling en productie
In 1928 produceerde de mijn 87.498 ton steenkool. In 1947 was de productie afgenomen tot 8.842 ton. In 1951 bood de mijn nog steeds werk aan 201 werknemers.